# Murhat
Murhat è il settimo album in studio del gruppo black metal finlandese Ajattara, pubblicato nel 2011.

## Tracce
1. Kunnes taivas meidät erottaa – 3:02
2. Ihmisen luku – 3:34
3. H.A.I. – 4:02
4. Aura – 2:58
5. Sokea liha – 3:20
6. Routalempi – 3:23
7. Murheiden kilta – 3:26
8. Apilas – 3:16
9. Veljet – 4:46